# Wszystkowiedzący
Trwa dyskusja nad usunięciem tego artykułu, kliknij i weź w niej udział.
Wszystkowiedzący – nowela autorstwa Stephena Kinga, opublikowana po raz pierwszy w zbiorze Im mroczniej, tym lepiej z 2024 roku.

## Fabuła
Phil jest świeżo upieczonym absolwentem Harvard Law School. Staje przed dylematem, wszyscy chcą, żeby dołączył do rodzinnej kancelarii prawnej, podczas gdy on chce rozpocząć pierwszą praktykę prawniczą w małym miasteczku w New Hampshire. Podczas krótkiej wycieczki mija mężczyznę, który rozstawił stoisko na poboczu drogi, a billboardy reklamują go jako "Wszystkowiedzącego". Phil postanawia skorzystać z jego usług. Nie wierzy, że odpowiedzi, które dostał na temat przyszłości są prawdą, ale stopniowo zaczyna się to zmieniać.